# 军团菌目
军团菌目为γ-變形菌綱的一个科。此目的模式属为军团菌属(Legionella)。

## 科
- 柯克斯体科 Coxiellaceae Garrity et al., 2005
- 军团菌科 Legionellaceae Brenner et al., 1979